# Paulo César Rocha Rosa
Paulo César Rocha Rosa (* 5. Januar 1980 in São Luís) ist ein ehemaliger brasilianischer Fußballspieler.

## Karriere
César startete seine Karriere beim Fußballverein Vila Nova FC. Danach wechselte er nach Portugal. Dort spielte er für die Vereine Gil Vicente FC, Vitória Guimarães, Rio Ave FC und União Leiria. Sein Debüt in der Primeira Liga hatte er am 20. August 2000 gegen SC Campomaiorense. Im Jahre 2003 hatte er einen kurzen Aufenthalt in Brasilien bei Grêmio Inhumense.
Am 9. März 2008 schoss César, beim 2:2 gegen Benfica Lissabon, ein Tor. Nach diesem Spiel trat José Antonio Camacho als Trainer von Benfica Lissabon zurück. Im Juli 2008 unterschrieb er einen Vertrag bei Sporting Braga. Am 23. August 2008, beim Spiel gegen den FC Paços de Ferreira, schoss er sein erstes Tor für Sporting Braga.
Im Januar 2013 wechselte César zum brasilianischen Santa Cruz FC. Hier trat er in sechs Spielen der Copa do Nordeste 2013 (ein Tor), zwei Spielen der Staatsmeisterschaft von Pernambuco und einem im Copa do Brasil 2013 an. Danach tingelte er bis zu seinem Karriereende 2016 durch unterklassige Klubs seiner Heimat.

## Erfolge
Braga
- Taça da Liga: 2012/13

Santa Cruz
- Staatsmeisterschaft von Pernambuco: 2013

Maranhão
- Staatsmeisterschaft von Maranhão zweite Liga: 2015